# Neuilly-en-Vexin
Neuilly-en-Vexin – miejscowość i gmina we Francji, w regionie Île-de-France, w departamencie Dolina Oise.
Według danych na rok 2009 gminę zamieszkiwały 204 osoby, a gęstość zaludnienia wynosiła 69 osób/km² (wśród 1287 gmin regionu Île-de-France Neuilly-en-Vexin plasuje się na 1005. miejscu pod względem liczby ludności, natomiast pod względem powierzchni na miejscu 816.).